# Tarda
La tarda és la part del dia compresa entre el migdia i el vespre. Si bé el seu ús és bastant subjectiu, se sol considerar l'horari entre les dos o tres del migdia, o havent dinat, fins que es pon el sol, aproximadament a les 18h o 19h a l'hivern o les 20h a l'estiu.
L'àpat típic de la vesprada s'anomena "berenar" o "espertinar" en rossellonès.
La denominació de tarda s'utilitza a Catalunya, Catalunya del Nord, Eivissa i l'Alguer. La seva etimologia és discutida. Segons Alcover, és un castellanisme introduït al segle xvi. En dona com a prova que es pronuncia amb e tancada en el català occidental. Segons Joan Coromines i Vigneaux, els primers documents on està atestat són rossellonesos, i ho explica com una reducció del sintagma hora tarda, expressió relacionada amb horabaixa.
La salutació tradicional durant aquesta part del dia és «bon dia», reforçada amb l'expressió «bon dia tot el dia». És d'introducció recent el castellanisme «bones tardes», fórmula que subsisteix a les Balears tot i que no existeix el mot tarda. A Catalunya es va substituir per «bona tarda», forma introduïda per mitjà de la ràdio en la dècada de 1960 per Salvador Escamilla. Per similitud s'ha adoptat en valencià la forma «bona vesprada».